# 杜利特爾山
杜利特爾山（英語：Doolittle Massif）是南極洲的山峰，位於奧次地，處於澤勒冰川和塞夫頓冰川之間，屬於邱吉爾山脈的一部分，長18公里，海拔高度2,050米，現時由南極條約體系管理。